# Atyphloceras bishopi
Atyphloceras bishopi är en loppart som beskrevs av Jordan 1933. Atyphloceras bishopi ingår i släktet Atyphloceras och familjen mullvadsloppor. Inga underarter finns listade i Catalogue of Life.